# Michele Niggeler
Michele Niggeler (10 marzo 1992) è uno schermidore svizzero.Ha la doppia nazionalità, svizzera e italiana, ma gareggia nella spada per la Svizzera. Il suo club è il Lugano Scherma.

## Palmarès
- Mondiali

Lipsia 2017: argento nella spada a squadre.
Wuxi 2018: oro nella spada a squadre.
Budapest 2019: bronzo nella spada a squadre.